# Pholidobolus
Pholidobolus es un género de lagartos de la familia Gymnophthalmidae. Se distribuyen por la zona noroeste de Sudamérica. 

## Especies
Se reconocen a las siguientes especies:
- Pholidobolus affinis (Peters, 1863)
- Pholidobolus anomalus Müller, 1923
- Pholidobolus macbrydei Montanucci, 1973
- Pholidobolus montium (Peters, 1863)
- Pholidobolus prefrontalis Montanucci, 1973